# 小行星1881
小行星1881（1881 Shao）是一顆主帶小行星，於1940年8月3日被卡爾·威廉·萊茵姆特在德國海德堡的王座山天文台發現。
該小行星以華裔美國天文學家邵正元命名。

## 外部連結
- JPL Small-Body Database Browser on 1881 Shao （页面存档备份，存于）

| 前一小行星： 1880 McCrosky | 小行星列表 | 後一小行星： 1882 Rauma |